# يان مور (ملحن)
يان مور (بالإنجليزية: Ian Moore)‏ هو ملحن ومنتج أسطوانات ومغن مؤلف أمريكي، ولد في 8 أغسطس 1968 في بيركيلي في الولايات المتحدة.

## وصلات خارجية
- يان مور على موقع ميوزك برينز (الإنجليزية)
- يان مور على موقع أول ميوزيك (الإنجليزية)
- يان مور على موقع ديسكوغز (الإنجليزية)